# Magic W650i
MAGIC Smart W650i — смартфон компании TM MAGIC mobile под управлением операционной системы Google Android 2.2, поддерживающий работу с двумя SIM-картами. В устройстве задействован двухъядерный процессор МТК 6516. Первое ядро — это ядро ARM 9. Тактовая частота 460 МГц. Основное предназначение ядра — это обработка всех системных задач. Второе ядро, используемое в этой системе — это ядро ARM7 MODEM. Тактовая частота этого ядра 280 МГц. Главное предназначение этого ядра — работа с радиомодулем. Выпущен смартфон в начале 2011 года.

## Краткое описание
Данная модель смартфона выполнена в форме сенсорного моноблока со скруглёнными углами. Корпус изготовлен из матового пластика чёрного цвета. Ввод данных происходит в основном при помощи сенсорного экрана диагональю 3,2 дюйма и разрешением 320х480 пикселей. Экран выполнен по ёмкостной технологии и оснащен автоматической регулировкой яркости. Из функциональных элементов стоит отметить навигационное колёсико на лицевой панели, которое значительно упрощает прокручивание списков а также перемещение по пунктам, между рабочими столами и прочими функциями.
MAGIC W650i оснащен ТВ-тюнером. Встроенная 2 мегапиксельная камера, оснащена вспышкой и 8-ми кратным зумом. Видеозапись производится со скоростью 12 кадров в секунду, с разрешением 720х480. Также MAGIC W650i оборудован стандартным 3,5 мм разъемом для наушников, модулями Bluetooth 2.0, Wi-Fi 802.11 b/g, GPS класса A.
В аппарате установлены менеджеры Facebook, Twitter и Google Talk, Youtube но, учитывая возможности системы Android, с помощью Android Market возможно установить виджеты Skype, вКонтакте, ICQ mobile и многое другое.

## Возможности и характеристики
| Общие характеристики               | Общие характеристики                          |
| ---------------------------------- | --------------------------------------------- |
| Частотный диапазон                 | GSM 900/1800/1900 МГц                         |
| Количество поддерживаемых SIM-карт | 2                                             |
| Тип корпуса                        | Сенсорный моноблок                            |
| Антенна                            | Встроенная                                    |
| Размеры                            | 113 x 55×13.65 мм                             |
| Вес                                | 111 грамм                                     |
| Технические характеристики         |                                               |
| Платформа                          | Android 2.2                                   |
| Процессор                          | 2х-ядерный MTK6516                            |
| Оперативная память                 | 256 МБ                                        |
| Встроенная флеш-память             | 256 МБ                                        |
| Тип карты памяти                   | MicroSD до 16Гб                               |
| Аудио-выход                        | 3,5 мм Mini-Jack                              |
| Дисплей                            | TFT, 3.2 дюйма, разрешение 320х480, ёмкостной |
| Питание                            | Li-ion 1050 mAh                               |
| Гидродатчик                        | есть                                          |
| Приложения и мультимедиа           |                                               |
| Фотокамера                         | 2 МП, разрешение 1600х1200 пикселей           |
| Вспышка                            | есть                                          |
| Автофокус                          | нет                                           |
| Цифровой зум                       | 8ми-кратный                                   |
| Запись видео                       | 720x480 в формате 3gp                         |
| Аудиоплеер                         | есть                                          |
| FM-радио                           | есть                                          |
| TV-тюнер                           | есть                                          |
| Видеоплеер                         | есть                                          |
| Цифровой компас                    | есть                                          |
| Java                               | есть                                          |
| Диктофон                           | есть                                          |
| Коммуникации                       |                                               |
| SMS                                | есть                                          |
| MMS                                | есть                                          |
| Bluetooth                          | есть, класс 2.0                               |
| Wi-Fi                              | есть, 802.11 b/g                              |
| GPS                                | есть, класс-А                                 |
| USB                                | есть                                          |
| GPRS                               | есть                                          |
| EDGE                               | скорость до 474 Кб/c                          |
| E-mail                             | есть, Gmail-клиент                            |
| Социальные сети                    | Facebook, Twitter                             |
| Сервисы                            | Android Market, Torrent, Picasa Tool, YouTube |